# Coleophora dorycniella
Coleophora dorycniella é uma espécie de mariposa do gênero Coleophora pertencente à família Coleophoridae.